# Großer Preis von Singapur 2018
Der Große Preis von Singapur 2018 (offiziell Formula 1 2018 Singapore Airlines Singapore Grand Prix) fand am 16. September auf dem Marina Bay Street Circuit in Singapur statt und war das 15. Rennen der Formel-1-Weltmeisterschaft 2018.

## Bericht

### Hintergründe
Nach dem Großen Preis von Italien führte Lewis Hamilton in der Fahrerwertung mit 30 Punkten vor Sebastian Vettel und mit 92 Punkten vor Kimi Räikkönen. In der Konstrukteurswertung führte Mercedes mit 25 Punkten vor Ferrari und mit 167 Punkten vor Red Bull Racing.
Beim Großen Preis von Singapur stellte Pirelli den Fahrern die Reifenmischungen P Zero Soft (gelb), P Zero Ultrasoft (lila), P Zero Hypersoft (rosa) sowie für Nässe Cinturato Intermediates (grün) und Cinturato Full-Wets (blau) zur Verfügung.
Die Kurven 16 und 17 wurden vor dem Rennwochenende neu ausgerichtet. Aufgrund dieser Änderungen verringerte sich die offizielle Länge der Rennstrecke von 5.065 Meter auf 5.063 Meter. Der neue Asphalt wurde in Kurve 1, zwischen Kurve 5 und Kurve 7, zwischen Kurve 15 und 17 sowie in Kurve 23 verlegt.
Es gab zwei DRS-Zonen auf der Strecke: Die erste Zone befand sich auf dem Raffles Boulevard, mit einem Messpunkt zur Bestimmung des Abstands zwischen den Fahrern, der am Ausgang von Kurve 4 eingerichtet wurde, die zweite Zone befand sich auf der Start-Ziel-Geraden und der Messpunkt befand sich vor Kurve 22.
Marcus Ericsson (sieben), Romain Grosjean, Räikkönen (jeweils fünf), Pierre Gasly, Brendon Hartley, Sergei Sirotkin, Lance Stroll (jeweils vier), Kevin Magnussen, Sergio Pérez, Vettel, Max Verstappen (jeweils drei), Valtteri Bottas, Nico Hülkenberg, Daniel Ricciardo, Carlos Sainz jr. (jeweils zwei) und Stoffel Vandoorne (einer) gingen mit Strafpunkten ins Rennwochenende.
Hülkenberg bestritt seinen 150. Grand Prix. Der Deutsche war somit der Fahrer, der an den meisten Rennen teilgenommen hat, ohne ein Podium zu erreichen.
Mit Vettel (viermal), Hamilton (dreimal) und Fernando Alonso (zweimal) traten drei ehemalige Sieger zu diesem Grand Prix an. 
Als Rennkommissare für dieses Rennwochenende fungierten Gerd Ennser (DEU), Steve Chopping (AUS), Derek Warwick (GBR) und Nish Shetty (SGP). 

### Training
Im ersten freien Training war Ricciardo in 1:39,711 Minuten Schnellster vor Verstappen und Vettel.
Räikkönen erzielte im zweiten freien Training in 1:38,699 Minuten die Bestzeit vor Hamilton und Verstappen.
Im dritten freien Training war Vettel in 1:38,054 Minuten dann der Schnellste vor Räikkönen und Hamilton.

### Qualifying
Das Qualifying bestand aus drei Teilen mit einer Nettolaufzeit von 45 Minuten. Im ersten Qualifying-Segment (Q1) hatten die Fahrer 18 Minuten Zeit, um sich für das Rennen zu qualifizieren. Alle Fahrer, die im ersten Abschnitt eine Zeit erzielten, die maximal 107 Prozent der schnellsten Rundenzeit betrug, qualifizierten sich für den Grand Prix. Die besten 15 Fahrer erreichten den nächsten Teil. Ricciardo war Schnellster. Beide Williams-Piloten, Vandoorne, Hartley sowie Magnussen schieden aus.
Der zweite Abschnitt (Q2) dauerte 15 Minuten. Die schnellsten zehn Piloten qualifizierten sich für den dritten Teil des Qualifyings. Räikkönen war wieder Schnellster. Gasly, beide Sauber-Piloten, Sainz jr. und Alonso schieden aus.
Der finale Abschnitt (Q3) ging über eine Zeit von zwölf Minuten, in denen die ersten zehn Startpositionen vergeben wurden. Hamilton fuhr mit einer Rundenzeit von 1:36,015 Minuten die Bestzeit vor Verstappen und Vettel. Es war die 79. Pole-Position für Hamilton in der Formel-1-Weltmeisterschaft.

### Rennen
Beim Start behielt Polesetter Hamilton die Führung, dahinter versuchte Vettel Verstappen für den zweiten Platz zu überholen. Hinten kam es zu einer Berührung zwischen den beiden Force India, wobei Ocon ausschied. Die Rennleitung schickte das Safety-Car auf die Strecke, nachdem Vettel es schaffte an Verstappen vorbeizukommen und sich auf den zweiten Platz zu begeben.
Nach drei Runden wurde das Rennen wieder freigegeben. An der Spitze lag Hamilton vor Vettel, Verstappen, Bottas, Räikkönen, Ricciardo, Pérez, Grosjean und Alonso.
Die Rangliste blieb unverändert an der Spitze, bis Vettel in der 15. Runde an die Box fuhr, um Ultrasoft-Reifen zu montieren. In der folgenden Runde stoppte auch Hamilton und entschied sich für weiche Reifen. Das Rennen wurde nun von Verstappen angeführt, Hamilton war Vierter, während Vettel Fünfter war. Der Niederländer wartete mit dem Reifenwechsel bis zur 18. Runde und kam dann vor Vettel wieder ins Rennen zurück. Räikkönen hatte die Führung dann vor Ricciardo und Hamilton übernommen.
Der Finne stoppte in Runde 22. Er kehrte als Sechster auf die Strecke zurück, hinter Vettel (Vierter) und seinem Landsmann Bottas. Der neue Führende des Rennens, Ricciardo, wählte die 28. Runde zum Reifenwechsel und wechselte von den zu Beginn montierten Hypersofts auf Ultrasofts. Hamilton übernahm sodann wieder die Führung vor Verstappen, Vettel, Bottas, Räikkönen und Ricciardo.
In Runde 34 kam es zu einer Berührung zwischen Pérez und Sirotkin. Der Mexikaner erhielt für das Verursachen einer Kollision eine Durchfahrtsstrafe. In Runde 38 verlor Hamilton seinen Vorsprung gegenüber seinen Verfolgern, da er von zwei überrundeten Fahrern, und Sirotkin, aufgehalten wurde, die um den 14. Platz kämpften. Verstappen nutzte die Gelegenheit jedoch nicht aus und Hamilton behielt die Führung. Grosjean erhielt eine Fünf-Sekunden-Zeitstrafe für das Ignorieren der blauen Flaggen.
Im letzten Teil des Rennens nähert sich Ricciardo Räikkönen, der wiederum nicht weit von Bottas entfernt war, doch die Positionen ändern sich bis zum Ziel nicht mehr. Hamilton holte sich seinen 69. Sieg in der Formel-1-Weltmeisterschaft vor Verstappen und Vettel und baute seinen Vorsprung in der Fahrerwertung vor Vettel auf 40 Punkte aus. Die restlichen Punkteplatzierungen belegten Bottas, Räikkönen, Ricciardo, Alonso, Sainz jr., Leclerc und Hülkenberg. Magnussen fuhr seine erste schnellste Runde, die erste für einen dänischen Fahrer und sein Team Haas.

## Meldeliste
| Team                             | Nr. | Fahrer            | Chassis                       | Motor                         | Reifen |
| -------------------------------- | --- | ----------------- | ----------------------------- | ----------------------------- | ------ |
| Mercedes AMG Petronas F1 Team    | 44  | Lewis Hamilton    | Mercedes-AMG F1 W09 EQ Power+ | Mercedes-AMG F1 M09 EQ Power+ | P      |
| Mercedes AMG Petronas F1 Team    | 77  | Valtteri Bottas   | Mercedes-AMG F1 W09 EQ Power+ | Mercedes-AMG F1 M09 EQ Power+ | P      |
| Scuderia Ferrari                 | 05  | Sebastian Vettel  | Ferrari SF71H                 | Ferrari 062 EVO               | P      |
| Scuderia Ferrari                 | 07  | Kimi Räikkönen    | Ferrari SF71H                 | Ferrari 062 EVO               | P      |
| Aston Martin Red Bull Racing     | 03  | Daniel Ricciardo  | Red Bull Racing RB14          | Renault R.E.18                | P      |
| Aston Martin Red Bull Racing     | 33  | Max Verstappen    | Red Bull Racing RB14          | Renault R.E.18                | P      |
| Williams Martini Racing          | 18  | Lance Stroll      | Williams FW41                 | Mercedes-AMG F1 M09 EQ Power+ | P      |
| Williams Martini Racing          | 35  | Sergei Sirotkin   | Williams FW41                 | Mercedes-AMG F1 M09 EQ Power+ | P      |
| Renault Sport F1 Team            | 27  | Nico Hülkenberg   | Renault R.S.18                | Renault R.E.18                | P      |
| Renault Sport F1 Team            | 55  | Carlos Sainz jr.  | Renault R.S.18                | Renault R.E.18                | P      |
| Haas F1 Team                     | 08  | Romain Grosjean   | Haas VF-18                    | Ferrari 062 EVO               | P      |
| Haas F1 Team                     | 20  | Kevin Magnussen   | Haas VF-18                    | Ferrari 062 EVO               | P      |
| Red Bull Toro Rosso Honda        | 10  | Pierre Gasly      | Scuderia Toro Rosso STR13     | Honda RA618H                  | P      |
| Red Bull Toro Rosso Honda        | 28  | Brendon Hartley   | Scuderia Toro Rosso STR13     | Honda RA618H                  | P      |
| McLaren F1 Team                  | 02  | Stoffel Vandoorne | McLaren MCL33                 | Renault R.E.18                | P      |
| McLaren F1 Team                  | 14  | Fernando Alonso   | McLaren MCL33                 | Renault R.E.18                | P      |
| Alfa Romeo Sauber F1 Team        | 09  | Marcus Ericsson   | Sauber C37                    | Ferrari 062 EVO               | P      |
| Alfa Romeo Sauber F1 Team        | 16  | Charles Leclerc   | Sauber C37                    | Ferrari 062 EVO               | P      |
| Racing Point Force India F1 Team | 11  | Sergio Pérez      | Force India VJM11             | Mercedes-AMG F1 M09 EQ Power+ | P      |
| Racing Point Force India F1 Team | 31  | Esteban Ocon      | Force India VJM11             | Mercedes-AMG F1 M09 EQ Power+ | P      |

## Klassifikationen

### Qualifying
| Pos.                                                                      | Fahrer            | Konstrukteur              | Q1       | Q2       | Q3       | Start |
| ------------------------------------------------------------------------- | ----------------- | ------------------------- | -------- | -------- | -------- | ----- |
| 01                                                                        | Lewis Hamilton    | Mercedes                  | 1:39,403 | 1:37,344 | 1:36,015 | 01    |
| 02                                                                        | Max Verstappen    | Red Bull Racing-TAG Heuer | 1:38,751 | 1:37,214 | 1:36,334 | 02    |
| 03                                                                        | Sebastian Vettel  | Ferrari                   | 1:38,218 | 1:37,876 | 1:36,628 | 03    |
| 04                                                                        | Valtteri Bottas   | Mercedes                  | 1:39,291 | 1:37,254 | 1:36,702 | 04    |
| 05                                                                        | Kimi Räikkönen    | Ferrari                   | 1:38,534 | 1:37,194 | 1:36,794 | 05    |
| 06                                                                        | Daniel Ricciardo  | Red Bull Racing-TAG Heuer | 1:38,153 | 1:37,406 | 1:36,996 | 06    |
| 07                                                                        | Sergio Pérez      | Force India-Mercedes      | 1:38,814 | 1:38,342 | 1:37,985 | 07    |
| 08                                                                        | Romain Grosjean   | Haas-Ferrari              | 1:38,685 | 1:38,367 | 1:38,320 | 08    |
| 09                                                                        | Esteban Ocon      | Force India-Mercedes      | 1:38,912 | 1:38,534 | 1:38,365 | 09    |
| 10                                                                        | Nico Hülkenberg   | Renault                   | 1:38,932 | 1:38,450 | 1:38,588 | 10    |
| 11                                                                        | Fernando Alonso   | McLaren-Renault           | 1:39,022 | 1:38,641 | –        | 11    |
| 12                                                                        | Carlos Sainz jr.  | Renault                   | 1:39,103 | 1:38,716 | –        | 12    |
| 13                                                                        | Charles Leclerc   | Sauber-Ferrari            | 1:39,206 | 1:38,747 | –        | 13    |
| 14                                                                        | Marcus Ericsson   | Sauber-Ferrari            | 1:39,366 | 1:39,453 | –        | 14    |
| 15                                                                        | Pierre Gasly      | Scuderia Toro Rosso-Honda | 1:39,614 | 1:39,691 | –        | 15    |
| 16                                                                        | Kevin Magnussen   | Haas-Ferrari              | 1:39,644 | –        | –        | 16    |
| 17                                                                        | Brendon Hartley   | Scuderia Toro Rosso-Honda | 1:39,809 | –        | –        | 17    |
| 18                                                                        | Stoffel Vandoorne | McLaren-Renault           | 1:39,864 | –        | –        | 18    |
| 19                                                                        | Sergei Sirotkin   | Williams-Mercedes         | 1:41,263 | –        | –        | 19    |
| 20                                                                        | Lance Stroll      | Williams-Mercedes         | 1:41,334 | –        | –        | 20    |
| 107-Prozent-Zeit: 1:45,023 min (bezogen auf Q1-Bestzeit von 1:38,153 min) |                   |                           |          |          |          |       |

### Rennen
| Pos. | Fahrer            | Konstrukteur              | Runden | Stopps | Zeit        | Start | Schnellste Runde |
| ---- | ----------------- | ------------------------- | ------ | ------ | ----------- | ----- | ---------------- |
| 01   | Lewis Hamilton    | Mercedes                  | 61     | 1      | 1:51:11,611 | 01    | 1:42,913 (56.)   |
| 02   | Max Verstappen    | Red Bull Racing-TAG Heuer | 61     | 1      | + 8,961     | 02    | 1:43,345 (54.)   |
| 03   | Sebastian Vettel  | Ferrari                   | 61     | 1      | + 39,945    | 03    | 1:44,669 (48.)   |
| 04   | Valtteri Bottas   | Mercedes                  | 61     | 1      | + 51,930    | 04    | 1:44,720 (42.)   |
| 05   | Kimi Räikkönen    | Ferrari                   | 61     | 1      | + 53,001    | 05    | 1:44,715 (46.)   |
| 06   | Daniel Ricciardo  | Red Bull Racing-TAG Heuer | 61     | 1      | + 53,982    | 06    | 1:43,120 (59.)   |
| 07   | Fernando Alonso   | McLaren-Renault           | 61     | 1      | + 1:43,011  | 11    | 1:43,164 (57.)   |
| 08   | Carlos Sainz jr.  | Renault                   | 60     | 1      | + 1 Runde   | 12    | 1:45,211 (50.)   |
| 09   | Charles Leclerc   | Sauber-Ferrari            | 60     | 1      | + 1 Runde   | 13    | 1:45,203 (57.)   |
| 10   | Nico Hülkenberg   | Renault                   | 60     | 1      | + 1 Runde   | 10    | 1:46,093 (53.)   |
| 11   | Marcus Ericsson   | Sauber-Ferrari            | 60     | 1      | + 1 Runde   | 14    | 1:45,169 (50.)   |
| 12   | Stoffel Vandoorne | McLaren-Renault           | 60     | 1      | + 1 Runde   | 18    | 1:45,555 (50.)   |
| 13   | Pierre Gasly      | Scuderia Toro Rosso-Honda | 60     | 1      | + 1 Runde   | 15    | 1:46,063 (56.)   |
| 14   | Lance Stroll      | Williams-Mercedes         | 60     | 1      | + 1 Runde   | 20    | 1:46,033 (53.)   |
| 15   | Romain Grosjean   | Haas-Ferrari              | 60     | 1      | + 1 Runde   | 08    | 1:45,904 (57.)   |
| 16   | Sergio Pérez      | Force India-Mercedes      | 60     | 3      | + 1 Runde   | 07    | 1:45,389 (48.)   |
| 17   | Brendon Hartley   | Scuderia Toro Rosso-Honda | 60     | 2      | + 1 Runde   | 17    | 1:44,889 (38.)   |
| 18   | Kevin Magnussen   | Haas-Ferrari              | 59     | 3      | + 2 Runden  | 16    | 1:41,905 (50.)   |
| 19   | Sergei Sirotkin   | Williams-Mercedes         | 59     | 2      | + 2 Runden  | 19    | 1:45,902 (48.)   |
| –    | Esteban Ocon      | Force India-Mercedes      | 0      | 0      | DNF         | 09    | –                |

Anmerkungen
1. ↑  Grosjean erhielt eine Zeitstrafe von fünf Sekunden für das Ignorieren blauer Flaggen.

## WM-Stände nach dem Rennen
Die ersten zehn des Rennens bekamen 25, 18, 15, 12, 10, 8, 6, 4, 2 bzw. 1 Punkt(e).

### Fahrerwertung
| Pos. | Fahrer           | Konstrukteur              | Punkte |
| ---- | ---------------- | ------------------------- | ------ |
| 01   | Lewis Hamilton   | Mercedes                  | 281    |
| 02   | Sebastian Vettel | Ferrari                   | 241    |
| 03   | Kimi Räikkönen   | Ferrari                   | 174    |
| 04   | Valtteri Bottas  | Mercedes                  | 171    |
| 05   | Max Verstappen   | Red Bull Racing-TAG Heuer | 148    |
| 06   | Daniel Ricciardo | Red Bull Racing-TAG Heuer | 126    |
| 07   | Nico Hülkenberg  | Renault                   | 53     |
| 08   | Fernando Alonso  | McLaren-Renault           | 50     |
| 09   | Kevin Magnussen  | Haas-Ferrari              | 49     |
| 10   | Sergio Pérez     | Force India-Mercedes      | 46     |

| Pos. | Fahrer            | Konstrukteur              | Punkte |
| ---- | ----------------- | ------------------------- | ------ |
| 11   | Esteban Ocon      | Force India-Mercedes      | 45     |
| 12   | Carlos Sainz jr.  | Renault                   | 38     |
| 13   | Pierre Gasly      | Scuderia Toro Rosso-Honda | 28     |
| 14   | Romain Grosjean   | Haas-Ferrari              | 27     |
| 15   | Charles Leclerc   | Sauber-Ferrari            | 15     |
| 16   | Stoffel Vandoorne | McLaren-Renault           | 8      |
| 17   | Lance Stroll      | Williams-Mercedes         | 6      |
| 18   | Marcus Ericsson   | Sauber-Ferrari            | 6      |
| 19   | Brendon Hartley   | Scuderia Toro Rosso-Honda | 2      |
| 20   | Sergei Sirotkin   | Williams-Mercedes         | 1      |

### Konstrukteurswertung
| Pos. | Konstrukteur              | Punkte |
| ---- | ------------------------- | ------ |
| 1    | Mercedes                  | 452    |
| 2    | Ferrari                   | 415    |
| 3    | Red Bull Racing-TAG Heuer | 274    |
| 4    | Renault                   | 91     |
| 5    | Haas-Ferrari              | 76     |

| Pos. | Konstrukteur              | Punkte |
| ---- | ------------------------- | ------ |
| 06   | McLaren-Renault           | 58     |
| 07   | Force India-Mercedes      | 32     |
| 08   | Scuderia Toro Rosso-Honda | 30     |
| 09   | Sauber-Ferrari            | 21     |
| 10   | Williams-Mercedes         | 7      |